# Alawwa Division
Alawwa Division är en division i Sri Lanka.   Den ligger i distriktet Kurunegala District och provinsen Nordvästprovinsen, i den centrala delen av landet, 60 km nordost om huvudstaden Colombo. Antalet invånare är 63 381.